# Златна грана
Златна грана је једна од епизодних прича које се појављују у шестој књизи Енејиде, римског песника Вергилија, која приповеда о пустоловинама тројанског јунака Енеје након Тројанског рата.

## Прича
Након што је Троја уништена у последњој бици против Грка, Енеја напушта град и предводи потрагу за новом домовином Тројанаца у западном Медитерану. У овој мисији, вођен пророчанством пророка Хеленом, Енеја стиже у Италију, где намерава да оснује град за свој народ. Када стигне, Деифоба, кумска Сибила, тада стара преко седам стотина година, у Аполоновом храму пристаје да га поведе на пут у подземни свет како би испунила његову жељу да види сенку свог преминулог оца Анхиса.
Пре него што уђе у подземни свет, Деифоба говори Енеји да прво мора да сахрани музичара Мизена, као и да пронађе златну грану која расте у шуми близу њене пећине и коју мора поклонити Просерпини, супрузи Плутона, владара подземља. У шуми, Енејина мајка, богиња Венера, шаље му две грлице да му помогну у овом тешком задатку, и они га воде до дрвета. Када Енеја откине грану, одмах избија друга златна грана, што је добар знак, јер је Сибила рекла да ће предстојећи подухват пропасти ако се то не догоди.
Тројанци, које предводи Коринеј, обављају погребне обреде за Мизена, што омогућава Енеји да започне свој силазак у подземни свет. Сибила показује златну грану Харону, који их тек тада пушта у свој чамац како би прешли реку Стикс. На другој обали, она баца омамљујући колач троглавом псу чувару Керберу, који га прождире и тоне у сан. Када стигну у подземни свет, Енеја покушава да разговара са неким сенкама и слуша Сибилу како говори о местима попут Тартара, где види велики затвор, ограђен троструким зидом, у којем се зли људи кажњавају, а уз њега тече огњена река Флегетон. У Плутоновој палати, Енеја оставља златну грану на лучна врата и пролази кроз њих до Елизијских поља, пребивалишта оних који су водили праведан и сврсисходан живот.
Анхис, Енејин отац, најзад се налази у зеленом и сунчаном Елизијуму, кроз који протиче прелепа река Еридан. Енеја три пута покушава да загрли свог оца, али не успева, јер је његова сенка попут танког ваздуха или празног сна. Ипак, њихов сусрет је радостан, а Анхис говори свом сину о оближњој реци Лети, реци заборава, са чије друге стране се налази мноштво духова који чекају да се поново роде на Земљи. Тамо су они који ће бити Енејини потомци и који ће створити велику римску државу, попут Ромула, Камила, Марцела, Цезара и Августа. Анхис даје савете Енеји, а затим га води до врата од слоноваче, једних од „Капија сна”, кроз која се враћају на Земљу.